# Славољуб Марјановић
Славољуб Марјановић (Лалинац, 6. јануар 1955) је српски шаховски велемајстор и шаховски тренер.

## Биографија
Славољуб Марјановић је научио да игра шах са пет година. Три пута заредом освајао је јуниорско првенство Југославије у шаху (1971–1973). Играо је за Југославију на Светском јуниорском првенству у шаху, где је 1973. поделио од трећег до петог места, а 1974. је делио од другог до четвртог места. Марјановић је победник многих међународних шаховских турнира, укључујући победе у Београду (1979), Врњачкој Бањи (1983) и Риму (1988).
Године 1977. добио је титулу ФИДЕ међународног мајстора шаха, а годину дана касније добио је титулу ФИДЕ велемајстора. 1985. у Новом Саду је освојио Првенство Југославије у шаху. 1987. године у Суботици је учествовао на Светском шаховском првенству међузонског турнира, где је заузео 7. место.
Марјановић је играо за Југославију на две шаховске олимпијаде:
- 1980. на 24. шаховској олимпијади у Ла Валети играо је на првој резервној табли и освојио екипно бронзану медаљу. Одиграо је осам партија и имао по четири победе и ремија.
- 1984. на 26. шаховској олимпијади у Солуну играо је на другој резервној табли. Одиграо је 12 партија и имао четири победе, седам ремија и један пораз.

Марјановић је 1980. играо за Југославију на 7. Европском екипном првенству у шаху у Скари. Одиграо је седам партија и имао по две победе и пораза, уз три ремија.
Марјановић је осам пута играо за Југославију на Балканијади (1977–1980, 1983–1985, 1988) иу екипној конкуренцији освојио је укупно 6 златних (1978, 1979, 1980, 1983, 1984, 1985) и две сребрне медаље (1977, 1988). У појединачној конкуренцији освојио 3 златне (1979, 1980, 1988), једну сребрну (1978) и 3 бронзане медаље (1977, 1983, 1985).
2004. добио је доживотну лиценцу ФИДЕ шаховског тренера.